# Лудвиг Максимилиан I фон Изенбург-Бюдинген
Лудвиг Максимилиан I фон Изенбург-Бюдинген (на немски: Ludwig Maximilian I von Ysenburg-Büdingen; * 28 юли 1741 във Вехтерсбах; † 23 юни 1805 във Вехтерсбах) е граф на Изенбург-Бюдинген и господар на Вехтерсбах. Той е дядо на първия княз на Изенбург-Бюдинген-Вехтерсбах Фердинанд Максимилиан (1824 – 1903).
Той е син на граф Фердинанд Максимилиан II фон Изенбург-Бюдинген (1692 – 1755) и втората му съпруга графиня Ернестина Вилхелмина фон Щолберг-Гедерн (1695 – 1759), дъщеря на граф Лудвиг Кристиан фон Щолберг-Гедерн (1652 – 1710) и втората му съпруга херцогиня Христина фон Мекленбург-Гюстров (1663 – 1749).
Брат е на Христиан Ернст (1728 – 1786) и Фридрих Август (1732 – 1768). Полубрат е на Фердинанд Казимир I (1716 – 1778), Албрехт Август (1717 – 1782), Вилхелм Райнхард (1719 – 1785), Карл Лудвиг (1720 – 1785), Волфганг Ернст (1721 – 1751) и Адолф (1722 – 1798).
Лудвиг Максимилиан I умира 23 юни 1805 г. във Вехтерсбах на 63 години.

## Фамилия
Лудвиг Максимилиан I се жени на 26 април 1789 г. във Витгенщайн за графиня Августа Фридерика Каролина фон Сайн-Витгенщайн-Хоенщайн (* 27 февруари 1763 във Витгенщайн; † 20 април 1800 във Вехтерсбах), дъщеря на граф Йохан Лудвиг фон Сайн-Витгенщайн-Хоенщайн (1740 – 1796) и Фридерика Каролина Луиза фон Пюклер-Лимпург (1738 – 1772). Те имат един син:
- Адолф II (1795 – 1859), граф на Изенбург-Бюдинген-Вехтерсбах